# Torre de Vilharigues

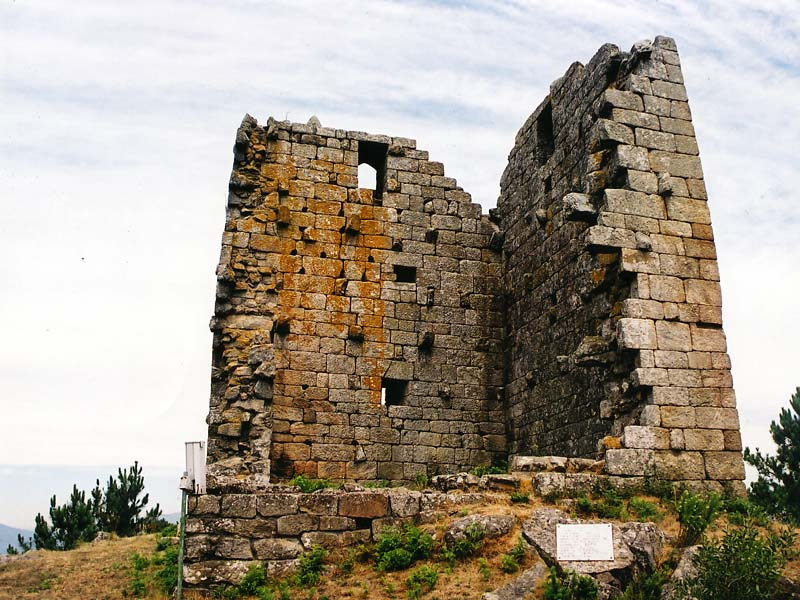
Interior.

Se conoce por torre de Vilharigues a los restos de una torre en la freguesia de Paços de Vilharigues, en el concejo de Vouzela (Portugal). Está situada en la vertiente noroeste de la sierra del Caramulo. Fue designada como inmueble de interés público (en portugués, imóvel de interesse público) en 1944. Su aspecto es de una torre señorial y militar.
Posee una planta cuadrangular, sobre la que aún se levantan dos paredones de granito. Estuvo dividida en tres plantas, sirviendo el inferior de almacén, el intermedio de sala de encuentro social y el superior de dependencias señoriales. Los pisos eran de madera, pudiendo verse aún los lugares donde se apoyaban las vigas.